# Нежные кузины
«Нежные кузины» (фр. Tendres cousines) — эротическая мелодрама 1980 года, снятая фотографом и кинорежиссёром Дэвидом Гамильтоном по мотивам одноимённого романа Паскаля Лене (1979).

## Сюжет
Июнь 1939 года. Пятнадцатилетний юноша по имени Жюльен приезжает на летние каникулы в родовое имение своих родителей. Жюльен из дворянской семьи, однако его семья обеднела и теперь вынуждена содержать в фамильном замке небольшой пансион.
В результате на лето в поместье собирается разношёрстная компания: безумный профессор-немец по фамилии Гнус с дочерью, «белокурой бестией» Лизелоттой; вышедшая в тираж, но ещё красивая актриса Клементина, когда-то игравшая в фильмах о Зорро; старшая сестра Жюльена, «синий чулок» Клэр и её жених Шарль; а также две прелестные кузины Жюльена, малышка Пуна и уже созревшая Жюлиа.
Между героями завязывается несколько романов.

## В ролях
- Тьерри Тивэни — Жюльен
- Аня Шюте — Жюли, кузина
- Валери Дюма — Пун, кузина
- Эвелин Дандри — тетя Адель, мать Джулии и Пун
- Элиза Сервье — Клер, сестра Жюльена
- Жан-Ив Шателье — Шарль, жених Клер
- Маша Мериль — мать Жюльена
- Ханнес Кетнер— немецкий ученый, постоялец
- Силке Рейн— дочь немецкого ученого
- Лора Дешанель — бывшая актриса, постоялец
- Пьер Вернье — отец Жюльена
- Жан Ружери — месье Лакруа, управляющий
- Катрин Рувель — мадам Лакруа, жена управляющего
- Гаэлль Легран — Матильда, горничная
- Анн Фонтен — Жюстина, служанка
- Кармен Вебер — Мадлен, служанка
- Фанни Бастьен — Анжели, служанка
- Жан-Луи Фортюи — Антуан, батрак
- Пьер Шантепье — Матье, батрак
- Жан-Пьер Рамбаль — почтальон

## Книга
Фильм был снят по мотивам романа Tendres cousines Паскаля Лене, опубликованного издательством «Gallimard» в 1979 году.
В 1982 году книга была издана в виде фотоальбома, содержащего 112 страниц со 100 цветными и 38 полутоновыми изображениями из фильма.